# Bognie Castle

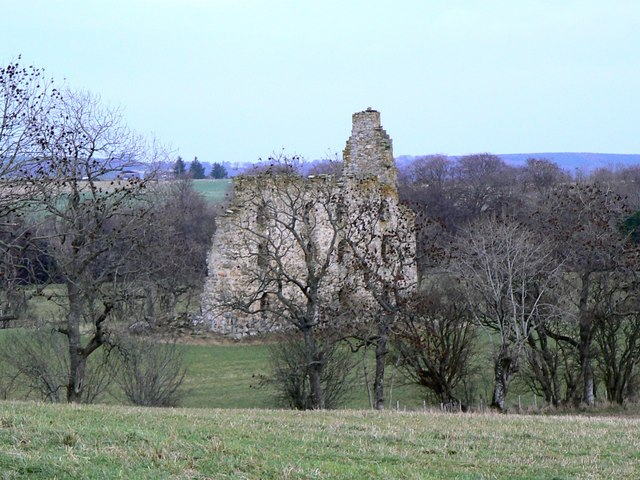
Bognie Castle (auch Conzie Castle)

Bognie Castle (auch Conzie Castle) ist eine Burgruine bei Huntly in der schottischen Council Area Aberdeenshire.
Der Clan Morrison ließ das vierstöckige Gebäude in der zweiten Hälfte des 17. Jahrhunderts errichten.
Historic Scotland hatte Bognie Castle als historisches Bauwerk der Kategorie B gelistet. Die Einstufung wurde jedoch 2015 zugunsten der seit 1994 bestehenden Einstufung als Scheduled Monument gelöscht.